# Alexander Claffy
Alexander „Alex“ Claffy (* 9. Juni 1992) ist ein US-amerikanischer Jazzmusiker (Kontrabass) des Modern Jazz und des Post Bop.

## Leben und Wirken
Alexander Claffy, der aus dem Raum Philadelphia stammt, ist Sohn eines Pianisten und einer Sängerin, wodurch er schon früh mit Musik umgeben war. Er spielte zunächst E-Bass, bevor er zum Kontrabass wechselte. Unterricht hatte er zunächst bei dem Bassisten Mike Boone, dann bei Dwayne Burno, Ben Wolfe, Gregg August und Ron Carter. Er studierte an der The New School.
Ab den frühen 2010er-Jahren arbeitete er u. a. mit Orrin Evans, mit dem auch 2013 erste Aufnahmen entstanden (It Was Beauty; Criss Cross Jazz, 2013); außerdem spielte er mit Johnny O’Neal, Louis Hayes, Russell Malone, Wallace Roney, Christian Scott, Jim Snidero und Sean Jones. Er wirkte auch bei Aufnahmen von David Gibson, Nancy Harrow, Sandy Taylor, John Petrucelli, Ben Eunson, Benny Benack III, J. D. Allen III und Rasmus Sørensen mit. Im Bereich des Jazz war er zwischen 2013 und 2018 an zwölf Aufnahmesessions beteiligt.
Unter eigenem Namen legte Claffy 2018 das Album Standards: What Are You Doing the Rest of Your Life? vor, an dem u. a. Kurt Rosenwinkel und Dave Kikoski mitgewirkt hatten. Darauf interpretiert er Popsongs und Standards wie Lennon-McCartneys „Michelle“, Duke Pearsons „Is That So?“, Cole Porters „Just One of Those Things“ und „You Must Believe in Spring“. 2020 begleitete er Kristiana Roemer auf ihrem Album House of Mirrors. Gegenwärtig tritt er in New York als Mitglied der Bands von Charles Owens, Sharel Cassity, Benny Benack, Itamar Borochov und Seamus Blake sowie mit eigenem Trio bzw. Quintett auf.